# Giovanni Battista Venturi

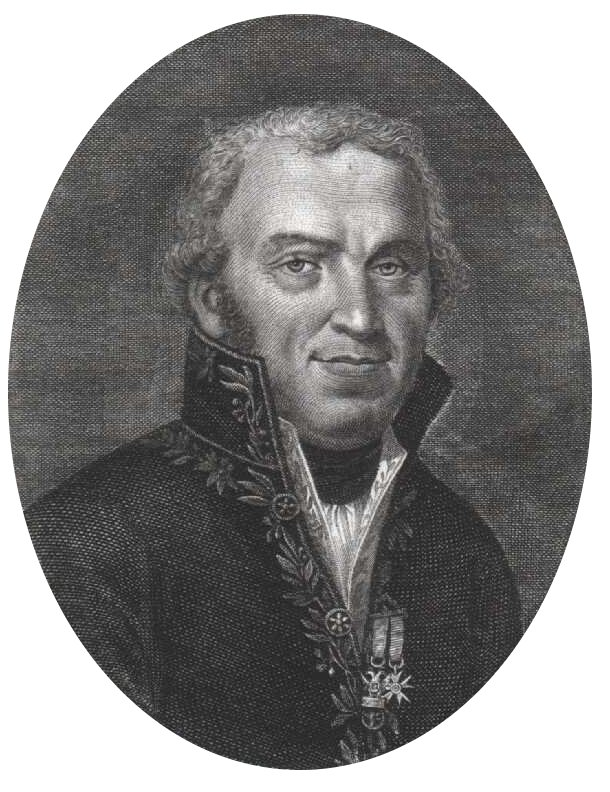
Giovanni Battista Venturi

Giovanni Battista Venturi (Bibbiano, 15 maart 1746 - Reggio Emilia, 24 april 1822) was een Italiaans natuurkundige. Hij was de ontdekker van het venturi-effect - het zuigeffect dat optreedt wanneer vloeistof door een vernauwing stroomt - en naamgever van de venturipomp en venturibuis.
Hij was een leerling van Lazzaro Spallanzani en een tijdgenoot van Lagrange en Laplace. In 1769 werd hij tot priester gewijd. Na zijn wijding werd hij in hetzelfde jaar als wiskundeleraar aangesteld op het seminarie van Reggio Emilia. In 1774 werd hij professor in de meetkunde en de filosofie aan de universiteit van Modena, waar hij in 1776 ook professor werd in de natuurkunde. Hij was de eerste die het belang zag van Leonardo da Vinci als wetenschapper. Verder publiceerde en becommentarieerde hij vele van Galileo's manuscripten en brieven.